# Mercat interbancari de préstecs
El mercat interbancari de préstecs és el nucli del mercat monetari i a través del qual els bancs es concedeixen recíprocament préstecs per un termini determinat. La majoria dels préstecs interbancaris són per amb venciment a setmana o menys, i la majoria d'ells es contracten durant la nit. Aquests préstecs es fan a la taxa interbancària (overnight rate si és durant la nit i a un dia). La dràstica reducció del volum de transaccions en aquest mercat va ser un factor determinant en la Crisi de finals de la dècada del 2000.
Els bancs estan obligats a mantenir un coeficient de caixa, una quantitat adequada d'actius líquids, com ara diners en efectiu, per fer front a qualsevol pic de demanda de retirada de dipòsits dels clients. Si un banc no disposa del líquid necessari en un dia específic pot recórrer a manllevar diners al mercat interbancari per cobrir el dèficit. Paral·lelament altres bancs tenen excés de liquiditat i prestaran diners a canvi d'un interès —taxa interbancària— al mercat interbancari.
La taxa d'interès interbancària és la taxa d'interès que es cobra sobre préstecs a curt termini entre els bancs. Aquesta taxa d'interès dependrà de la disponibilitat de diners en el mercat, de les tarifes vigents, i dels termes específics del contracte com ara la durada a llarg termini. Hi ha una àmplia gamma de taxes d'interès interbancàries publicades, incloent la taxa de fons federals dels Estats Units, el líbor (Regne Unit) o l'euríbor (Eurozona).